# Matej Juhart
Matej Juhart, bivši slovenski šprinter 60-200m in tekmovalec v bobu (Hrvaška, Nemčija, Avstrija), atletski in kondicijski trener, profesor športne vzgoje, trener za bob in skeleton, ustanovitelj  Bob in skeleton zveze Slovenije, vodja reprezentanc na evropskih in svetovnih prvenstvih ter Olimpijskih igrah, udeleženec Olimpijskih iger, * 19. januar 1976, Ljubljana

## Začetki
Rodil se je v Ljubljani  materi Zlatki in očetu Alojzu. Svojo mladost je preživel v Domžalah, mestu v osrednji Sloveniji. Svoje prve športne korake je naredil pod okriljem šole, ki jo je obiskoval - Gimnazije in srednje šole Rudolfa Maistra Kamnik, brez treniranja in le v športnih copatih je na svoji drugi tekmi v imenu svoje šole dosegel 2. mesto med svojimi vrstniki na državnem prvenstvu srednjih šol Slovenije (100m, 11.13s; 7. 6.1995) Kot maturant je bil leta 1996 v šoli imenovan za športnika leta. Prav tako je bil večkratni nagrajenec plakete športnika občine Domžale. Po zaključku gimnazijskega programa je opravil splošno maturo. V času študija je prejemal štipendijo študentskega servisa Domžale za nadpovprečne študente, kar mu je omogočilo športno udejstvovanje. Diplomiral je na Fakulteti za šport (2003, univerzitetni študijski program Športna vzgoja, smer Športno treniranje – atletika) z diplomsko nalogo: Povezanost spremenljivk šprinterskega teka s spremenljivkami moči  (pod mentorstvom dr. Strojnika, COBISS.SI-ID – 1818033). Od 2003 je profesor za športno vzgojo na Gimnaziji in srednji šoli Rudolfa Maistra Kamnik.

## Športna kariera

### Atletika
Svoje prve športne korake je naredil pod okriljem šole, ki jo je obiskoval - Gimnazije in srednje šole Rudolfa Maistra Kamnik, brez treniranja in le v športnih copatih je na svoji drugi tekmi v imenu svoje šole dosegel 2. mesto med svojimi vrstniki  na državnem prvenstvu srednjih šol Slovenije . Začetke v atletiki je naredil pod okriljem atletskega društva Domžale nato pa nadeljeval pod taktirko atletskega trenerja Jurija Kastelica v AK Olimpija, čigar pogled na treniranje in šport mu je služil kot zgled na lastni trenerski poti. Športno pot  je otežila poškodba na pripravah za EP v dvorani 2002, ki je zahtevala kar dve leti rehabilitacije. Atletsko pot je zaključil z najboljšimi rezultati v AK Kladivar iz Celja, ko je bil sam svoj trener (100m 10.51 in 60m 6.78).

### Bob
Kot prvi Slovenec, ki je tekmoval v bobu, se je udeležil svoje krstne vožnje v svetovnem pokalu v Calgariju leta 2005 in pripomogel k uvrstitvi hrvaške ekipe na OI v Torinu. Zaradi odličnih rezultatov na štartnih stezah je dobil vabilo za sodelovanje s strani Nemške bob in skeleton zveze, kjer je že na prvem tekmovanju v ekipi boba štiriseda dosegel zmago (svetovni pokal v Altenbergu, 2008). Po hudi poškodbi križnih vezi leta 2010 je potreboval dve leti, da se je vrnil na tekmovališča, tokrat pod okriljem prve avstrijske ekipe. Kariero na ledu je zaključil leta 2014, ko je še zadnjič pomagal hrvaški ekipi na poti do OI (žal neuspešno).

## Trenerska kariera
Začetek njegove trenerske kariere sega v leto 1997, ko je ustanovil in vodil atletsko selekcijo na OŠ Mengeš. Selekcija je kasneje postala novo pionirsko jedro obnovljenega AK Olimpije,  kjer je svoje delo nadaljeval najprej kot trener mlajših selekcij, kasneje pa članskih. Sodeloval je tudi z mnogimi atleti iz drugih klubov (npr. Marino Tomić]; tekačica čez visoke ovire, ki je z doseženim 3. mestom na Sredozemskih igrah, Mersin 2013 in 21. mestom na OI v Londonu 2012 dosegla vrhunec kariere). Specializiral se je za šprint, ovire, teke na srednje steze ... Kot član reprezentanc (trener, vodja, pomočnik vodje) je bil udeleženec več svetovnih 
prvenstev, kot tudi OI v Londonu 2012.
Kot začetnik slovenskega bob in skeleton športa se je potem, ko je hrvaški bob reprezentanci v tekmovalni sezoni 2005/06 pomagal priti na Olimpijske igre v Torinu (OI v Torinu se je udeležli kot član hrvaške reprezentace v funkciji trenerja), odločil narediti prve korake v tem športu tudi v Sloveniji. V prvi polovici leta 2006 sta bila pri nas ustanovljena prva bob kluba - Grom (v Domžalah, predsednik Juhart) in Ledena strela (v Celju, ki mu je predsednikoval Matjaž Voglar). Tvorila sta jedro nove nacionalne zveze, ki je začela uradno delovati 8. maja istega leta. Kot vodja reprezentance in trener je na prvo uradno tekmovanje odpeljal dve moški ekipi v bobu dvosedu 30. novembra 2006. Že v naslednjem letu je odpeljal na tekmovanje dve ženski ekipi v bobu dvosedu (22. novembra 2007, Igls). Vrhunec dela Bob in skeleton zveze Slovenije je bil dosežen z uvrstitvijo Anžeta Šetine na OI v Vancouvru 2010 (Juhart v vlogi trenerja in vodje reprezentance). Prvi velik uspeh mladinskega programa pa je bil z doseženim 8. mestom šestnajstletne Eve Vuga na prvih zimskih mladinskih OI v Innsbrucku 2012.

### Udeleženec olimpijskih iger:
- zimske; Torino, Italija 2006;
- zimske; Vancouver, Kanada 2010;
- zimske mladinske; Innsbruck, Avstrija 2012;
- poletne; London, Anglija 2012.